# Symphonie no 17 de Mozart
Pour les articles homonymes, voir Symphonie no 17.
La Symphonie no 17 en sol majeur KV 129 est une symphonie de jeunesse de Mozart, composée en mai 1772. Le manuscrit est conservé à la bibliothèque de l'université de Tübingen.

## Instrumentation
| Instrumentation de la symphonie no 17                                |
| Cordes                                                               |
| premiers violons, seconds violons, altos, violoncelles, contrebasses |
| Bois                                                                 |
| 2 hautbois                                                           |
| Cuivres                                                              |
| 2 cors en sol (en do dans l'Andante)                                 |

## Structure
La symphonie comprend 3 mouvements :
1. Allegro, en sol majeur, à , 114 mesures, 2 sections (mesures 1-46, mesures 47-114), répétées 2 fois - partition
2. Andante, en ut majeur, à 
, 73 mesures, 2 sections (mesures 1-30, mesures 31-73), répétées 2 fois- partition
3. Allegro, en sol majeur, à 
, 192 mesures, 2 sections (mesures 1-79, mesures 80-192), répétées 2 fois- partition

Durée : environ 12 minutes

Introduction de l'Allegro :
La lecture audio n'est pas prise en charge dans votre navigateur. Vous pouvez télécharger le fichier audio.
Introduction de l'Andante :
La lecture audio n'est pas prise en charge dans votre navigateur. Vous pouvez télécharger le fichier audio.
Introduction de l'Allegro final:
La lecture audio n'est pas prise en charge dans votre navigateur. Vous pouvez télécharger le fichier audio.